# Acalypha baronii
Acalypha baronii är en törelväxtart som beskrevs av John Gilbert Baker. Acalypha baronii ingår i släktet akalyfor, och familjen törelväxter. Inga underarter finns listade i Catalogue of Life.